# کاودینه
کاودینه (به ایتالیایی: Cavedine) یک کومونه در ایتالیا است که در ترنتینو واقع شده‌است.

## خصوصیات
کاودینه ۳۸٫۳ کیلومترمربع مساحت و ۲٬۷۹۹ نفر جمعیت دارد.